# Moviment Europeu
El Moviment Europeu és una xarxa de col·lectius, minories crítiques i creatives, moviments socials que lluiten per construir nous drets socials, per una nova Europa cosmopolita, oberta i portadora d'una nova justícia social. Té un vocació federal, demoradical i transmetropolitana. El Moviment Europeu del segle xxi és hereu del moviment global i una de les seves experiències fonamentals és la seva lluita contra les fronteres (internes i externes) i la precarització de la vida.

## Història
Els orígens del Moviment Europeu es remunten al juliol del 1947, moment en el qual alguns notables com Duncan Sandys defensen la causa de la unitat europea mitjançant el Moviment Unit Europeu francobritànic. El MUE serví de plataforma per la coordinació de les organitzacions sorgides en acabar la Segona Guerra Mundial. Com a resultat dels seus esforços, el Congrés dels Comitès per a la Coordinació dels Moviments Europeus tingué lloc a París el 17 de juliol del 1947 amb la Lliga Europea de Cooperació Econòmica (LECE), la Unió Europea de Federalistes (UEF), la Unió Parlamentària Europea (UPE) i el MUE francobritànic. Es reuniren de nou el 10 de novembre del 1947 i canviaren el seu nom pel de Comitè Conjunt Internacional per a la Unitat Europea. Aquest nom es mantingué fins després del Congrés de la Haia de 1948.
Entre el 7 i l'11 de maig del 1948, 800 delegats d'Europa i observadors del Canadà i els Estats Units es reuniren a La Haia (Països baixos), en el Congrés d'Europa. Fou organitzat pel Comitè Internacional de Moviments per a la Unitat Europea i presidit per Winston Churchill, el Congrés reuní representants d'un ample espectre polític, oferint l'oportunitat de discutir idees sobre el desenvolupament de la unitat europea. Importants figures polítiques com Konrad Adenauer, Winston Churchill, Harold Macmillan, François Mitterrand, Paul-Henri Spaak, Albert Coppé i Altiero Spinelli tingueren un paper actiu al congrés i es llançà un missatge favorable a la unió política, econòmica i monetària d'Europa. Aquest congrés suposà una fita que tingué una profunda influència en la formació del Moviment Europeu, que es creà poc després.
El Moviment Europeu es fundà formalment el 25 d'octubre del 1948, quan el Comitè Conjunt Internacional per a la Unitat Europea decidí canviar el seu nom. Duncan Sandys fou elegit president i Léon Blum, Winston Churchill, Alcide De Gasperi i Paul-Henri Spaak foren nomenats presidents honoraris.
El primer èxit important del Moviment Europeu fou l'establiment del Consell d'Europa el maig del 1949. El Moviment Europeu creà el Col·legi d'Europa a Bruges i el Centre Europeu de Cultura a Ginebra.
Una de les principals funcions entre el 1950 i el 1990 fou l'establiment de grups de debat i reflexió arreu d'Europa.
Des del 1948, el Moviment Europeu ha promogut una major integració en nombroses àrees. Prengué partit a favor de l'elecció directa del Parlament Europeu pels ciutadans europeus, del Tractat de la Unió Europea (el Tractat de Maastricht) i de la Constitució Europea.

## Consell Català del Moviment Europeu
El Consell Català del Moviment Europeu és una associació formada per col·lectius i persones físiques que desenvolupa activitats europeistes dins de l'àmbit territorial de Catalunya. El Consell català com a tal es va formalitzar poc després del Congrés de la Haia, el juny del 1949 i Carles Pi i Sunyer en fou el primer president. La seu actual es troba al Carrer Provença, 281 de Barcelona.

## Presidents
| Nom                      | Període         |
| ------------------------ | --------------- |
| Jo Leinen                | 2011–actualitat |
| Pat Cox                  | 2005–2011       |
| José María Gil-Robles    | 1999–2005       |
| Mario Soares             | 1997–1999       |
| Valéry Giscard d'Estaing | 1989–1997       |
| Enrique Barón Crespo     | 1987–1989       |
| Giuseppe Petrilli        | 1981–1987       |
| Georges Berthoin         | 1978–1981       |
| Jean Rey                 | 1974–1978       |
| Walter Hallstein         | 1968–1974       |
| Maurice Faure            | 1961–1968       |
| Robert Schuman           | 1955–1961       |
| Paul-Henri Spaak         | 1950–1955       |
| Duncan Sandys            | 1948–1950       |

### Secretaris generals
| Nom                                                                                | Període         |
| ---------------------------------------------------------------------------------- | --------------- |
| Petros Fassoulas                                                                   | 2015–actualitat |
| Diogo Pinto                                                                        | 2009–2015       |
| Hendrik Kröner                                                                     | 2002–2009       |
| Pier Virgilio Dastoli                                                              | 1995–2001       |
| Giampiero Orsello                                                                  | 1993–1995       |
| Bob Molenaar                                                                       | 1987–1993       |
| Luigi Vittorio Majocchi                                                            | 1985–1987       |
| Sjouke Jonker                                                                      | 1984            |
| Thomas Jansen                                                                      | 1981–1983       |
| Robert Van Schendel                                                                | 1955–1980       |
| Georges Rebattet (Oficina de Londres)                                              | 1948–1955       |
| Józef Retinger (Oficina de París, des de novembre del 1951 oficina de Brussel·les) | 1948–1950       |